# 寨蒿河
寨蒿河，位于中国贵州省东南部，是柳江上游都柳江段左岸支流，发源于剑河县南哨乡高定村老山界，南流进入榕江县境称育洞河，经榕江县朗洞镇的八书、定向、色边等村后沿榕江、黎平县界西南流，经黎平县尚重镇育洞村后复入榕江县境内，流经寨蒿镇后始称“寨蒿河”，继续西南流至榕江县城古州镇南门汇入都柳江。河长99千米，平均比降3.3‰，流域面积2326平方千米。多年平均径流深653.4毫米，多年平均年径流量为15.2亿立方米。流域内植被较好，榕江县是贵州十大林业县之一。全流域森林覆盖率59.08%。寨蒿镇以上河段穿行于深山峡谷，两岸多为侗、苗族居住的；寨蒿镇以下河段两岸地势逐渐开阔，农林牧业较发达。